# Ochodaeus solskii
Ochodaeus solskii is een keversoort uit de familie Ochodaeidae. De wetenschappelijke naam van de soort is voor het eerst geldig gepubliceerd in 1891 door Semenow.